# 다케베촌 (시가현)
다케베촌(建部村)은 시가현 간자키군에 설치되었던 촌이다.